# Ingwershot

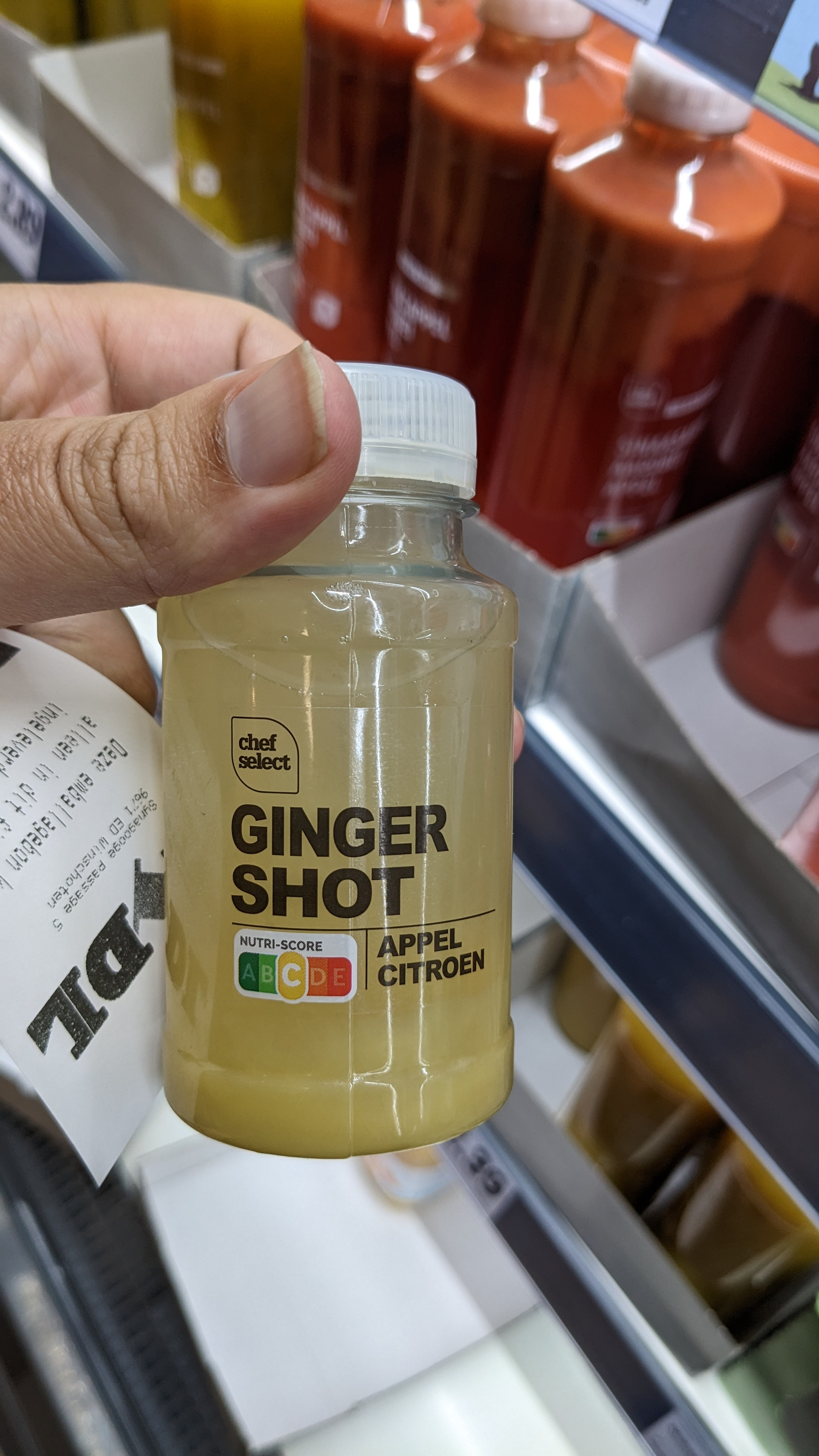
Ingwer-Shot

Der Ingwershot (englisch ginger shot, ginger drink) ist ein Getränk, welches aus dem Wurzelstock des Ingwers hergestellt wird.

## Zubereitung
Einem klassischen Ingwershot wird neben der Ingwerwurzel zusätzlich Zitronensaft hinzugefügt, um den Vitamin-C-Anteil zu steigern. Der Ingwer wird entweder zerkleinert und püriert oder entsaftet, um möglichst viel des Oleoresins zu gewinnen. Anschließend werden Zitronen ausgepresst und mit dem Saft vermengt. Je nach gewünschter Schärfe kann das Getränk mit Trinkwasser verdünnt werden.
Heutzutage werden Ingwershots auch flaschenweise in sehr milden bis beißend scharfen Varianten verkauft. Hier finden sich meist noch weitere optionale Zutaten, wie Orangen, Cayennepfeffer, Reissirup oder Honig, welche primär der Geschmacksverbesserung dienen.